# Autódromo José Carlos Pace

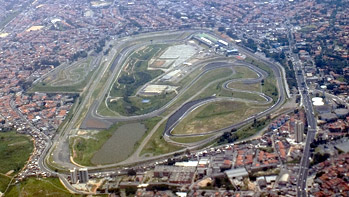
Widok na tor z lotu ptaka

Autódromo José Carlos Pace lub Interlagos – zbudowany w latach trzydziestych XX wieku tor wyścigowy położony między dwoma podziemnymi jeziorami, którym zawdzięcza swoją drugą nazwę. Tor ma długość 4309 m. Pierwsze Grand Prix Brazylii zostało rozegrane 11 lutego 1973 i od tego czasu tor regularnie gości w kalendarzu. Przy projektowaniu toru Interlagos brał udział Ayrton Senna. Zlikwidowano zakręt Turn One natomiast zastąpiono je dwoma szybkimi zakrętami Senna Esses oraz kilka ciasnych zakrętów o różnym stopniu trudności. Największą wadą toru jest bardzo nierówna nawierzchnia. W 2014 roku nitka toru zyskała całkiem nową nawierzchnię.
Rekord okrążenia został ustanowiony przez Valtteriego Bottasa podczas Grand Prix Brazylii w 2018 roku i wynosi on 1:10,540. Ostatnie zwycięstwo brazylijskiego kierowcy w GP miało miejsce w 2008 roku, kiedy to na pierwszym miejscu wyścig ukończył Felipe Massa, odnosząc swoje jedenaste zwycięstwo w karierze.
Kontrakt na organizację Grand Prix obowiązuje do 2030 roku.

## Śmierć Rafaela Sperafico
9 grudnia 2007, podczas wyścigu klasy Stock Car Light (seria towarzysząca wyścigom Stock Car Brasil) rozgrywanym na tym torze, doszło do wypadku, w którym zginął Brazylijczyk Rafael Sperafico.
26-letni kierowca stracił panowanie nad swym pojazdem na szóstym okrążeniu i uderzył w ścianę opon. Siła uderzenia była tak duża że samochód powrócił na tor i zderzył się z maszyną kierowaną przez Renato Russo. Sperafico zmarł na miejscu w wyniku licznych obrażeń głowy. Russo, który także doznał obrażeń głowy, spędził w szpitalu 8 dni.

## ZwycięzcyGrand Prix Brazyliina torze Interlagos
| 2020 | wyścig nie odbył się                                                                                                  | wyścig nie odbył się                                      | wyścig nie odbył się | wyścig nie odbył się | wyścig nie odbył się | wyścig nie odbył się | wyścig nie odbył się | wyścig nie odbył się |
| 2019 | Max Verstappen | Red Bull-Honda                                            | Wyniki               |                      |                      |                      |                      |                      |
| 2018 | Lewis Hamilton | Mercedes                                                  | Wyniki               |                      |                      |                      |                      |                      |
| 2017 | Sebastian Vettel | Ferrari                                                   | Wyniki               |                      |                      |                      |                      |                      |
| 2016 | Lewis Hamilton | Mercedes                                                  | Wyniki               |                      |                      |                      |                      |                      |
| 2015 | Nico Rosberg | Mercedes                                                  | Wyniki               |                      |                      |                      |                      |                      |
| 2014 | Nico Rosberg | Mercedes                                                  | Wyniki               |                      |                      |                      |                      |                      |
| 2013 | Sebastian Vettel | Red Bull-Renault                                          | Wyniki               |                      |                      |                      |                      |                      |
| 2012 | Jenson Button | McLaren-Mercedes                                          | Wyniki               |                      |                      |                      |                      |                      |
| 2011 | Mark Webber | Red Bull-Renault                                          | Wyniki               |                      |                      |                      |                      |                      |
| 2010 | Sebastian Vettel | Red Bull-Renault                                          | Wyniki               |                      |                      |                      |                      |                      |
| 2009 | Mark Webber | Red Bull-Renault                                          | Wyniki               |                      |                      |                      |                      |                      |
| 2008 | Felipe Massa | Ferrari                                                   | Wyniki               |                      |                      |                      |                      |                      |
| 2007 | Kimi Räikkönen | Ferrari                                                   | Wyniki               |                      |                      |                      |                      |                      |
| 2006 | Felipe Massa | Ferrari                                                   | Wyniki               |                      |                      |                      |                      |                      |
| 2005 | Juan Pablo Montoya | McLaren-Mercedes                                          | Wyniki               |                      |                      |                      |                      |                      |
| 2004 | Juan Pablo Montoya | Williams-BMW                                              | Wyniki               |                      |                      |                      |                      |                      |
| 2003 | Giancarlo Fisichella                                                                                                  | Jordan-Ford                                               | Wyniki               |                      |                      |                      |                      |                      |
| 2002 | Michael Schumacher | Ferrari                                                   | Wyniki               |                      |                      |                      |                      |                      |
| 2001 | David Coulthard | McLaren-Mercedes                                          | Wyniki               |                      |                      |                      |                      |                      |
| 2000 | Michael Schumacher | Ferrari                                                   | Wyniki               |                      |                      |                      |                      |                      |
| 1999 | Mika Häkkinen | McLaren-Mercedes                                          | Wyniki               |                      |                      |                      |                      |                      |
| 1998 | Mika Häkkinen | McLaren-Mercedes                                          | Wyniki               |                      |                      |                      |                      |                      |
| 1997 | Jacques Villeneuve | Williams-Renault                                          | Wyniki               |                      |                      |                      |                      |                      |
| 1996 | Damon Hill | Williams-Renault                                          | Wyniki               |                      |                      |                      |                      |                      |
| 1995 | Michael Schumacher | Benetton-Renault                                          | Wyniki               |                      |                      |                      |                      |                      |
| 1994 | Michael Schumacher | Benetton-Ford                                             | Wyniki               |                      |                      |                      |                      |                      |
| 1993 | Ayrton Senna | McLaren-Ford                                              | Wyniki               |                      |                      |                      |                      |                      |
| 1992 | Nigel Mansell | Williams-Renault                                          | Wyniki               |                      |                      |                      |                      |                      |
| 1991 | Ayrton Senna | McLaren-Honda                                             | Wyniki               |                      |                      |                      |                      |                      |
| 1990 | Alain Prost | Ferrari                                                   | Wyniki               |                      |                      |                      |                      |                      |
| 1980 | René Arnoux | Renault                                                   | Wyniki               |                      |                      |                      |                      |                      |
| 1979 | Jacques Laffite | Ligier-Ford                                               | Wyniki               |                      |                      |                      |                      |                      |
| 1977 | Carlos Reutemann | Ferrari                                                   | Wyniki               |                      |                      |                      |                      |                      |
| 1976 | Niki Lauda | Ferrari                                                   | Wyniki               |                      |                      |                      |                      |                      |
| 1975 | Carlos Pace | Brabham-Ford                                              | Wyniki               |                      |                      |                      |                      |                      |
| 1974 | Emerson Fittipaldi | McLaren-Ford                                              | Wyniki               |                      |                      |                      |                      |                      |
| 1973 | Emerson Fittipaldi | Lotus-Ford                                                | Wyniki               |                      |                      |                      |                      |                      |
|      | 4x Michael Schumacher , 3x Sebastian Vettel 2x Fittipaldi, Hamilton, Senna, Häkkinen, Montoya, Massa, Webber, Rosberg | 9x Ferrari 8x McLaren , 5x Red Bull 4x Mercedes, Williams |                      |                      |                      |                      |                      |                      |

## ZwycięzcyGrand Prix São Paulona torze Interlagos
| Sezon | Kierowca       | Zespół                     |        |
| ----- | -------------- | -------------------------- | ------ |
| 2023  | Max Verstappen | Red Bull Racing-Honda RBPT | Wyniki |
| 2022  | George Russell | Mercedes                   | Wyniki |
| 2021  | Lewis Hamilton | Mercedes                   | Wyniki |

Kierowcy
- 1 – Lewis Hamilton, George Russell, Max Verstappen

Konstruktorzy
- 2 – Mercedes
- 1 – Red Bull Racing

Producenci silników
- 2 – Mercedes
- 1 – Honda RBPT